# Ель корейская
Ель коре́йская (лат. Picea koraiēnsis) — вечнозелёное высокое однодомное дерево пирамидальной формы, вид рода Ель семейства Сосновые (Pinaceae). Географическое место естественного произрастания — Дальний Восток (пограничные районы России, Китая и Северной Кореи). Одна из лесообразующих пород российского Приморья и Приамурья. Растёт преимущественно на склонах гор и в долинах рек, районах с влажным и относительно мягким климатом. Морфологически очень близка к виду Ель сибирская (Picea obovata).
Используется в лесозаготовках наряду с другими видами елей. Древесина применяется в традиционных для хвойных деревьев отраслях: строительстве, мебельной и целлюлозно-бумажной промышленности. Обладая декоративными свойствами, дерево используется в озеленении городов и ландшафтном дизайне.

## Исторические сведения и название
Первое научное описание вида было сделано в 1919 году японским ботаником Такэносином Накаи в токийском «Ботаническом журнале». Изучая флору Корейского полуострова, он впервые идентифицировал вид Picea koraiensis, отделив его от морфологически очень близкого вида Ель сибирская (Picea obovata).
Несмотря на приоритет японского учёного, по-видимому, первым учёным, встретившим ель корейскую в местах её естественного произрастания, был известный русский ботаник и географ В. Л. Комаров. При исследовании Маньчжурской флористической области в 1895—1897 гг. он собирал и описывал образцы местной флоры, включая и род Picea, однако не выделил дерево в самостоятельный вид, приняв его за ель сибирскую.
В ботанической литературе встречаются следующие синонимы для вида Picea koraiensis Nakai:
- Picea intercedens Nakai (1941);
- Picea intercedens var. glabra Uyeki (1942);
- Picea koraiensis var. intercedens (Nakai) Y.L.Chou (1986);
- Picea tonaiensis Nakai (1941);
- Picea pungsanensis Uyeki ex Nakai (1941).

Китайское название дерева кит. трад. 紅皮雲杉, упр. 红皮云杉, пиньинь hóng pí yún shān; корейское название: 종비나무 (чонби наму).
В некоторых иностранных изданиях оспаривается принадлежность ели корейской к отдельному виду. Так, например, издание «Conifers of the World: the Complete Reference» (2009) относит его к разновидности Picea koyamae, произрастающей в центральной части японского острова Хонсю.
В российской научной литературе также ведётся дискуссия о принадлежности Picea koraiensis к самостоятельному виду: ряд учёных считают его разновидностью Picea obovata. Вместе с тем, кариологический анализ показал, что, несмотря на сходство по основным морфологическим типам хромосом этих двух видов, кариотипы ели корейской и ели сибирской имеют различия по длине хромосом, числу, частоте встречаемости и особенностям локализации ядрышковых районов. У ели корейской наблюдаются также спутниковые хромосомы, что служит дополнительным доводом в пользу разделения видов.

## Таксономическое положение
|  |               |  |                          |                          |                    |  | ещё 6 семейств (на территории России произрастают представители семейств Кипарисовые и Тисовые) | ещё 6 семейств (на территории России произрастают представители семейств Кипарисовые и Тисовые) |                                                                                                 |  |  |  | ещё 45 видов, из которых на территории России, помимо Ели корейской, в естественных условиях встречаются: Ель аянская, Ель восточная, Ель Глена, Ель обыкновенная, Ель сибирская |
|  |               |  |                          |                          |                    |  | ещё 6 семейств (на территории России произрастают представители семейств Кипарисовые и Тисовые) | ещё 6 семейств (на территории России произрастают представители семейств Кипарисовые и Тисовые) |                                                                                                 |  |  |  | ещё 45 видов, из которых на территории России, помимо Ели корейской, в естественных условиях встречаются: Ель аянская, Ель восточная, Ель Глена, Ель обыкновенная, Ель сибирская |
|  |               |  |                          | порядок Хвойные          |                    |  |                                                                                                 |                                                                                                 | род Ель                                                                                         |  |  |  | |
|  |               |  |                          | порядок Хвойные          |                    |  |                                                                                                 |                                                                                                 | род Ель                                                                                         |  |  |  | |
|  | отдел Хвойные |  |                          |                          | семейство Сосновые |  |                                                                                                 |                                                                                                 | вид Ель корейская                                                                               |  |  |  | |
|  | отдел Хвойные |  |                          |                          | семейство Сосновые |  |                                                                                                 |                                                                                                 |                                                                                                 |  |  |  | |
|  |               |  | ещё три вымерших порядка | ещё три вымерших порядка |                    |  |                                                                                                 | ещё 10 родов (на территории России произрастают представители родов Лиственница, Пихта и Сосна) | ещё 10 родов (на территории России произрастают представители родов Лиственница, Пихта и Сосна) |  |  |  | |
|  |               |  |                          | ещё три вымерших порядка |                    |  |                                                                                                 |                                                                                                 | ещё 10 родов (на территории России произрастают представители родов Лиственница, Пихта и Сосна) |  |  |  | |

За последнее столетие предпринимались многочисленные попытки внутриродовой классификации елей на основе морфологических признаков, относившие, в частности, ель корейскую к различным группам (например, секции Eupicea или видовому ряду Glehnianae секции Picea). Последние генетические исследования показывают, что такие классификации являются искусственными, но относят к ближайшим родственникам ели корейской следующие виды: Picea abies — Ель обыкновенная, Picea asperata — Ель шероховатая, Picea crassifolia, Picea koyamae, Picea meyeri — Ель Мейера, Picea obovata — Ель сибирская и Picea retroflexa — Ель отогнутая.

## Ботаническое описание

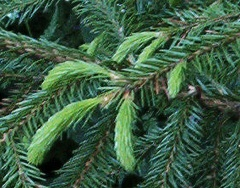
Молодые побеги ели корейской

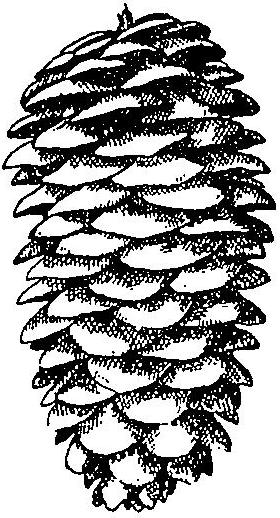
Рисунок шишки ели корейской из издания «Флора СССР», том 1, 1934

Ель корейская представляет собой пирамидальное дерево с поникающими ветвями, высотой до 30 м (по другим данным до 35—40 м) и обхватом ствола до 80 см.
Кора — серая (редко) или коричнево-серая, шелушащаяся.
Молодые побеги — тонкие, голые; жёлтые, желтовато-красные или желтовато-коричневые; по мере роста становятся более тёмными, к трём годам — красновато-коричневыми или серо-коричневыми. Зимние почки удлинённо-конические, красновато-коричневые, коническо-яйцевидные, слегка смолистые. Иглы зелёные, с сизоватым оттенком, четырёхгранные, длиной 1,2—2,2 см, шириной 1,5—1,8 мм, острые или притупленные на концах, с двумя — четырьмя белыми устьичными полосками.
Шишки овальные, яйцевидные, длиной 5—8 (10) см, шириной 2,5—3,5 см; молодые — зелёные, зрелые — светло-коричневые или коричневые. Семенные чешуи округлённые, яйцевидные с округлым верхним краем, кроющие чешуи удлинённые.
Семена ели тёмно-серые, яйцевидные, размером около 4 мм; крылья светло-коричневые, узко-продолговатые, обратнояйцевидные, длиной 0,9—1,2 см. Вес 1000 семян составляет (2,5) 4,0—6,0 грамм. Число хромосом 2n = 24.
В отличие от морфологически близкого вида Picea obovata, ель корейская отличается более крупными шишками, сизоватым оттенком хвои и голыми, а не опушёнными молодыми побегами.

### Разновидности
У ели корейской признаны две разновидности:
- Picea koraiensis var. koraiensis  Nakai;
- Picea koraiensis var. pungsanensis  (Uyeki ex Nakai) Farjon (1990).

Корейские источники выделяют самостоятельную третью разновидность: Picea koraiensis var. tonaiensis  (Nakai) T. B. Lee (1996) (кор. 털종비나무: тхоль чонби наму).

## Распространение
Естественный ареал ели корейской ограничен территорией трёх государств: России, Китая и Северной Кореи.
Ель произрастает в северной части Северной Кореи (провинции Хамгён-Намдо и Хамгён-Пукто), в основном вдоль реки Ялуцзян и в северо-восточном Китае в провинциях Ляонин, Хэйлунцзян и Цзилинь (горы Чанбайшань), также на севере автономного округа Внутренняя Монголия. В этих странах корейская ель не образует доминантных сообществ и не расценивается как лесообразующая порода. В Китае дерево занимает только 1 % от общей лесной площади северо-восточных провинций. Разновидность Picea koraiensis var. pungsanensis является эндемичной и встречается только в Северной Корее.
В России дерево в диком виде встречается в Приморье, южнее 50° с. ш., в бассейнах рек Амур и Уссури (Хабаровский край и Амурская область) в виде одиночных экземпляров или небольших групп. Несмотря на то, что дерево является распространённой лесообразующей породой на юге Приморского края, из-за трудноразличимости с Picea obovata, а также образования с ней переходных форм, точный ареал данного вида определить сложно.

## Экология

### Естественные условия произрастания

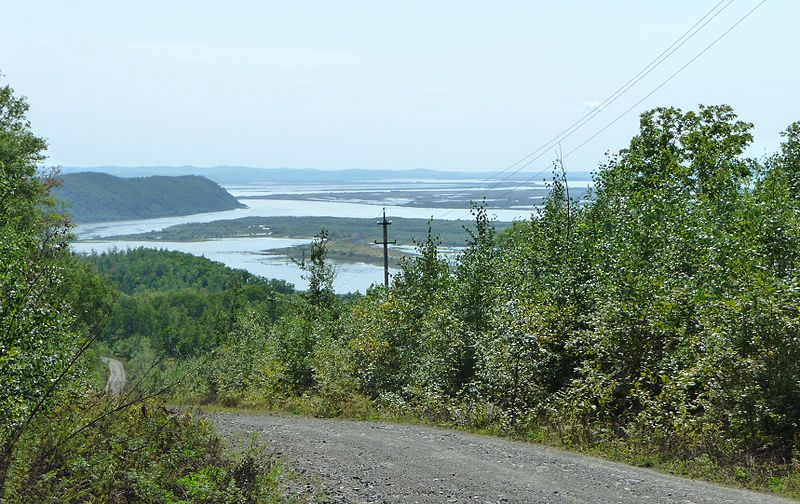
Долина реки Амур — типичное место произрастания ели корейской

Преимущественные места произрастания ели корейской — склоны гор и долины рек (высоты 400—1800 м). В Приморье дерево, как правило, входит в состав широколиственно-хвойных и пихтово-еловых лесов до высоты 650—700 м на юге и до 550—600 м в бассейне реки Самарга. В северо-восточных районах Китая ель встречается на высотах 200—700 м. Естественные условия для ели корейской — районы с умеренно влажным климатом и плодородной почвой, холодной продолжительной зимой и тёплым летом.
Экологический ареал ели корейской в зоне умеренных хвойно-широколиственных лесов характеризуется глубокими богатыми бурыми или буро-подзолистыми, дренированными увлажнёнными или сырыми почвами. Наиболее распространены растительные сообщества из ели в долинах, поймах рек и на пологих склонах, где наблюдается более высокая влажность и по́зднее таяние снега. На каменистых и болотистых почвах дерево растёт плохо.

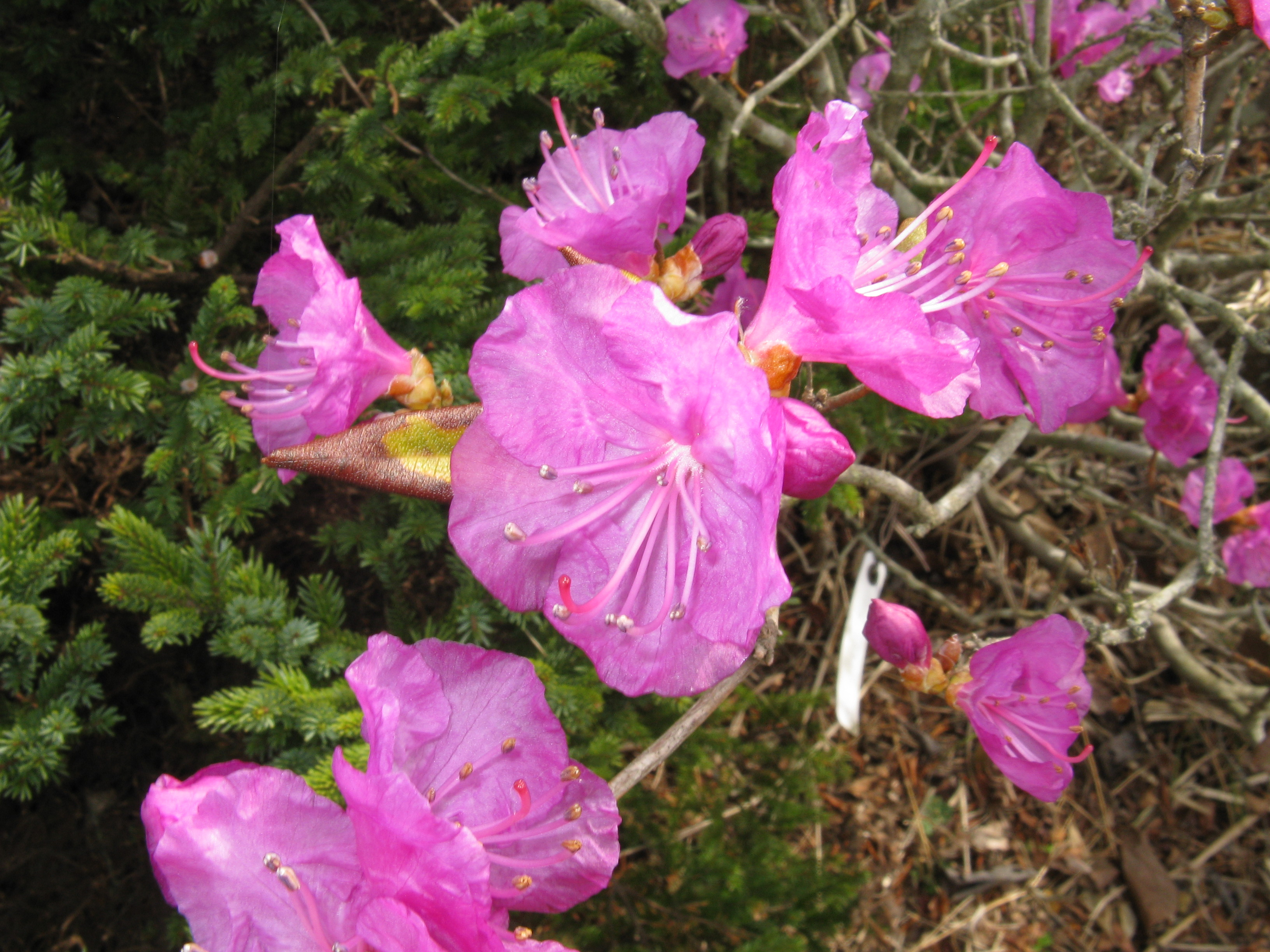
Рододендрон даурский — типичный спутник ели корейской

На территории Китая леса, в которых встречается ель корейская, преимущественно сосредоточены в Приамурье, в северной части провинции Хэйлунцзян (округ Джагдачи). Это дерево может занимать до 50—80 % верхнего растительного яруса в доминантных лесах, при этом с ним соседствуют немногие породы: лиственница Гмелина (Larix gmelinii), берёза плосколистная (Betula platyphylla) и рябина похуашаньская (Sorbus pohuashanensis). В долинах рек и ложбинах соседями ели могут быть некоторые широколиственные деревья, такие как тополь душистый (Populus suaveolens) и чозения земляничниколистная (Chosenia arbutifolia). Подлесок довольно сомкнутый (45—85 %), включает преимущественно следующие виды: смородина лежачая (Ribes procumbens), роза даурская (Rosa davurica), рододендрон даурский (Rhododendron dauricum), рябинник рябинолистный (Sorbaria sorbifolia), берёза кустарниковая (Betula fruticosa), голубика обыкновенная (Vaccinium uliginosum), жимолость съедобная (Lonicera edulis). На бо́льших высотах спорадически также встречаются роза иглистая (Rosa acicularis), дёрен белый (Cornus alba), смородина чёрная (Ribes nigrum), смородина печальная (Ribes triste) и берёза растопыренная (Betula divaricata). Травяной ярус обычно имеет два подуровня: верхний (багульник болотный (Ledum palustre), вейник Толмачёва (Calamagrostis tolmaschewii), вейник узколистный (Calamagrostis angustifolia), таволга дланевидная (Filipendula palmata), соссюрея амурская (Saussurea amurensis), земляника восточная (Fragaria orientalis), мерингия бокоцветная (Moehringia lateriflora), колокольчик скученный (Campanula glomerata), ложнопузырник игольчатый (Pseudocystopteris spinulosa), голокучник обыкновенный (Gymnocarpium dryopteris), буковник обыкновенный (Phegopteris connectilis)) и нижний (грушанка копытенелистная (Pyrola asarifolia), ортилия однобокая (Orthilia secunda), гудайера ползучая (Goodyera repens), майник широколистный (Maianthemum dilatatum), седмичник европейский (Trientalis europaea)). Моховой покров образуют виды рода Сфагнум (Sphagnum), а также гелодиум Бландова (Helodium blandowii) и гелодиум болотный (Helodium paludosum). На ветвях елей можно встретить два вида лишайников: алекторию гривистую (Alectoria jubata) и уснею длиннейшую (Usnea longissima).
В доминантных лесных сообществах Picea koraiensis на территории российского Приморья и Приамурья в большинстве случаев незначительно присутствует ель аянская (Picea jezoensis). В южной части ареала также встречаются широколиственные породы: ясень маньчжурский (Fraxinus mandshurica), вяз японский (Ulmus japonica), липа амурская (Tilia amurensis), берёза ребристая (Betula costata); иногда — тополь Максимовича (Populus maximowiczii). Нижний древесный подъярус представляют пихта белокорая (Abies nephrolepis), вяз лопастной (Ulmus laciniata), сирень амурская (Ligustrina amurensis) и черёмуха обыкновенная (Padus avium). Кустарниковый слой включает розу иглистую (Rosa acicularis), чубушник тонколистный (Philadelphus tenuifolius), элеутерококк колючий (Eleutherococcus senticosus), смородину бледноцветковую (Ribes pallidiflorum), рябинник рябинолистный (Sorbaria sorbifolia). В более сырых и холодных местах в подлесок может входить спирея иволистная (Spiraea salicifolia) и свидина белая (Swida alba). Травяной покров характерен для тёмных бореальных лесов: майник двулистный (Maianthemum bifolium), кислица обыкновенная (Oxalis acetosella), борец Фишера (Aconitum fischeri), таволга дланевидная (Filipendula palmata), недоспелка ушастая (Cacalia auriculata); папоротники: диплазиум сибирский (Diplazium sibiricum), щитовник распростёртый (Dryopteris expansa), кочедыжник женский (Athyrium filix-femina), страусник обыкновенный (Matteuccia struthiopteris), чистоустник азиатский (Osmundastrum asiaticum), кочедыжник городчато-пильчатый (Cornopteris crenulatoserrulata). Мхи обычно не образуют сплошного покрова; наиболее типичны: ритидиадельфус трёхгранный (Rhytidiadelphus triquetrus), плевроциум Шребера (Pleurozium schreberi), плеурозиопсис русский (Pleuroziopsis ruthenica), Dicranum majus, птилиум гребенчатый (Ptilium crista-castrensisa), сфагнум Гиргензона (Sphagnum girgensohnii), ризомниум (Rhizomnium) spp., аулакомниум (Aulacomnium) spp.
Ель корейская является эдификатором в приручейных лесах; как примесь её можно обнаружить во влажных долинных кедрово-широколиственных лесах, березняках, дубняках и липняках.

### Естественные вредители и болезни
Массовым вредителем дерева в Приморском и Хабаровском крае является короед японский крифал (Cryphalus piceus). Ель корейская может поражаться также следующими видами короедов и лубоедов: короед-гектограф (Dryocoetes hectographus), лубоед чёрнобурый (Hylurgops glabratus), короед Головянко (Orthotomicus golovjankoi), лубоед фиолетовый (Hylurgops palliatus). Дерево является кормовой породой также для усача малого чёрного елового (Monochamus sutor) и усача чёрного пихтового (Monochamus urussovi).

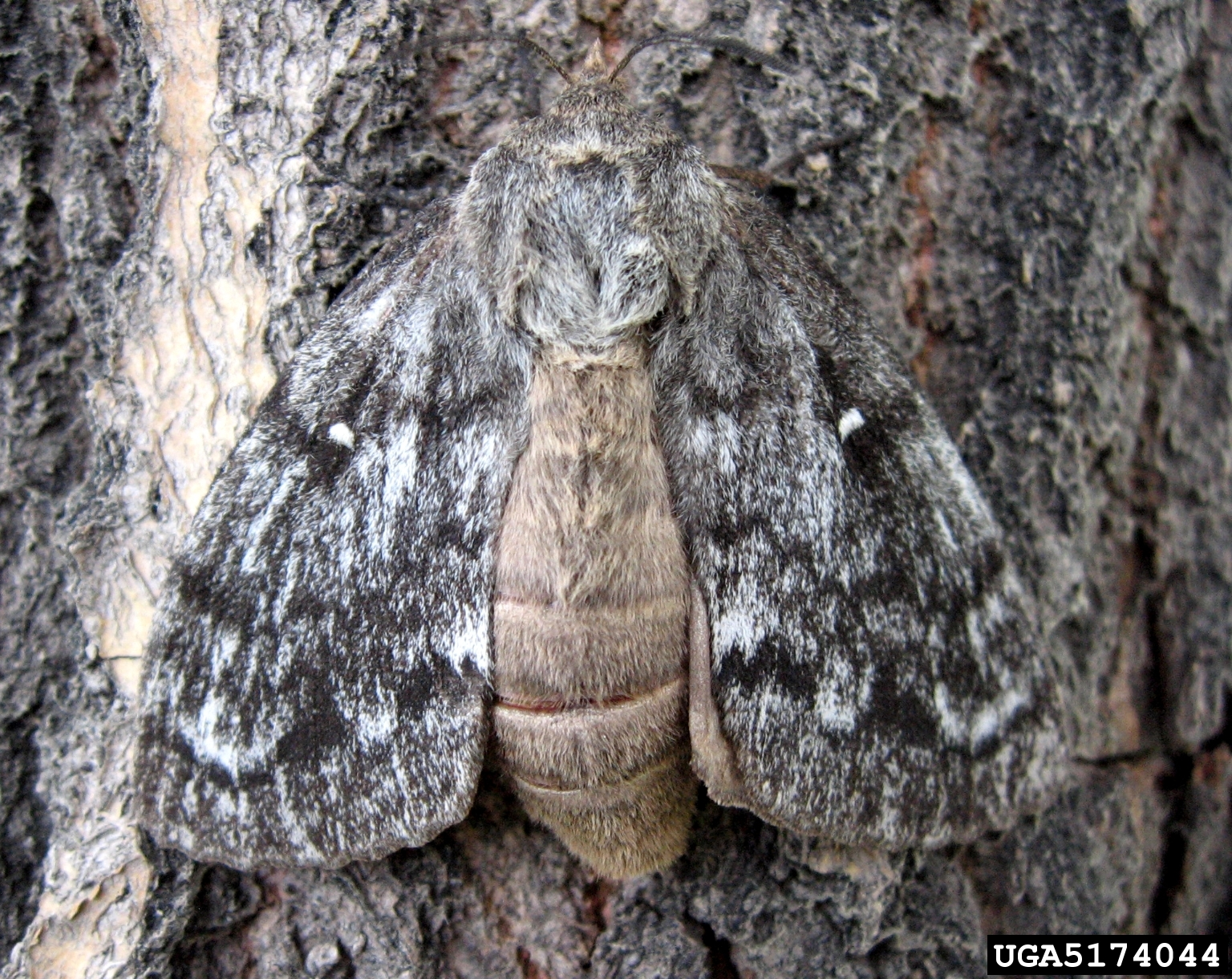
Сибирский шелкопряд — вредитель ели корейской

Серьёзным вредителем, поражающим шишки ели, является личинка листовёртки Barbara fulgens, встречающаяся в Хабаровском крае и провинции Хэйлунцзян (Китай). Хвоей ели корейской питаются гусеницы бабочки шелкопряд сибирский (Dendrolimus sibiricus), являющейся опасным вредителем хвойных лесов.
Среди других насекомых-вредителей отмечаются:
- листовёртка Retinia lemniscata: поражает шишки и семена;
- жук-усач Pachyta bicuneata: поражает древесину.

Вредителем ели корейской, способным привести к гибели взрослого дерева, является нематода Bursaphelenchus mucronatus.
Флоэму ели корейской поражают фитопатогенные грибы (синь древесины) рода Leptographium, распространяемые такими насекомыми-вредителями, как короед-типограф (Ips typographus) и короед западноевропейский (Ips cembrae).
По данным Любови Васильевой и Леонида Любарского древесина поражается феолусом Швейница (Fomitopsis pinicola).

### Онтогенез
Мейоз у ели начинается весной и длится в течение 2—3 месяцев. В ГБС пылит регулярно с 8 лет, опыление происходит в мае — июне. Семена созревают в конце сентября — октябре. Дерево растёт относительно быстро — ежегодный прирост может достигать 30 см. Ель корейская — анемохор и орнитохор. По данным наблюдений китайского национального заповедника «Чанбайшань», в естественных условиях продолжительность жизни ели составляет не менее 300 лет, возраст зрелости — 30 лет.
Ель корейская в естественных условиях в возрасте 64 года имела диаметр 42 см и высоту 20,5 м. Культурные экземпляры ели корейской в Финляндии (Пункахарью) в том же возрасте имели диаметр 36 см и высоту 23,1 м. В Москве (ГБС) дерево в возрасте 33 года имело высоту 14,2 м, диаметр ствола 16/23 см.
Ель корейская теневынослива, но любит полное освещение; средне требовательна к плодородию почвы (мезотроф). Устойчивость к пожарам составляет 4 единицы (по пятибалльной шкале, где «1» — наименее устойчива). Влаголюбива, не терпит засухи. Менее морозоустойчива, чем ель сибирская. По методологии Министерства сельского хозяйства США, ель корейская может культивироваться в 5 зоне.

## Химический состав
Исследования содержания пигментов (хлорофиллы и каротиноиды) в хвое двухлетней ели корейской, произрастающей в естественных условиях, показали вегетационные колебания от 0,96 до 1,67 мг/г сырого веса (каротиноидов: 0,19—0,23 мг/г сырого веса, хлорофиллов: 0,94—1,16).
Содержание некоторых химических элементов в хвое ели корейской:
|              | Азот, г/кг | Фосфор, г/кг | Калий, г/кг | Кальций, г/кг | Магний, г/кг | Железо, мг/кг |
| ------------ | ---------- | ------------ | ----------- | ------------- | ------------ | ------------- |
| Свежая хвоя  | 8,82       | 0,201        | 3,25        | 5,33          | 2,09         | 157,4         |
| Опавшая хвоя | 7,29       | 0,088        | 2,62        | 5,84          | 1,76         | 178,7         |

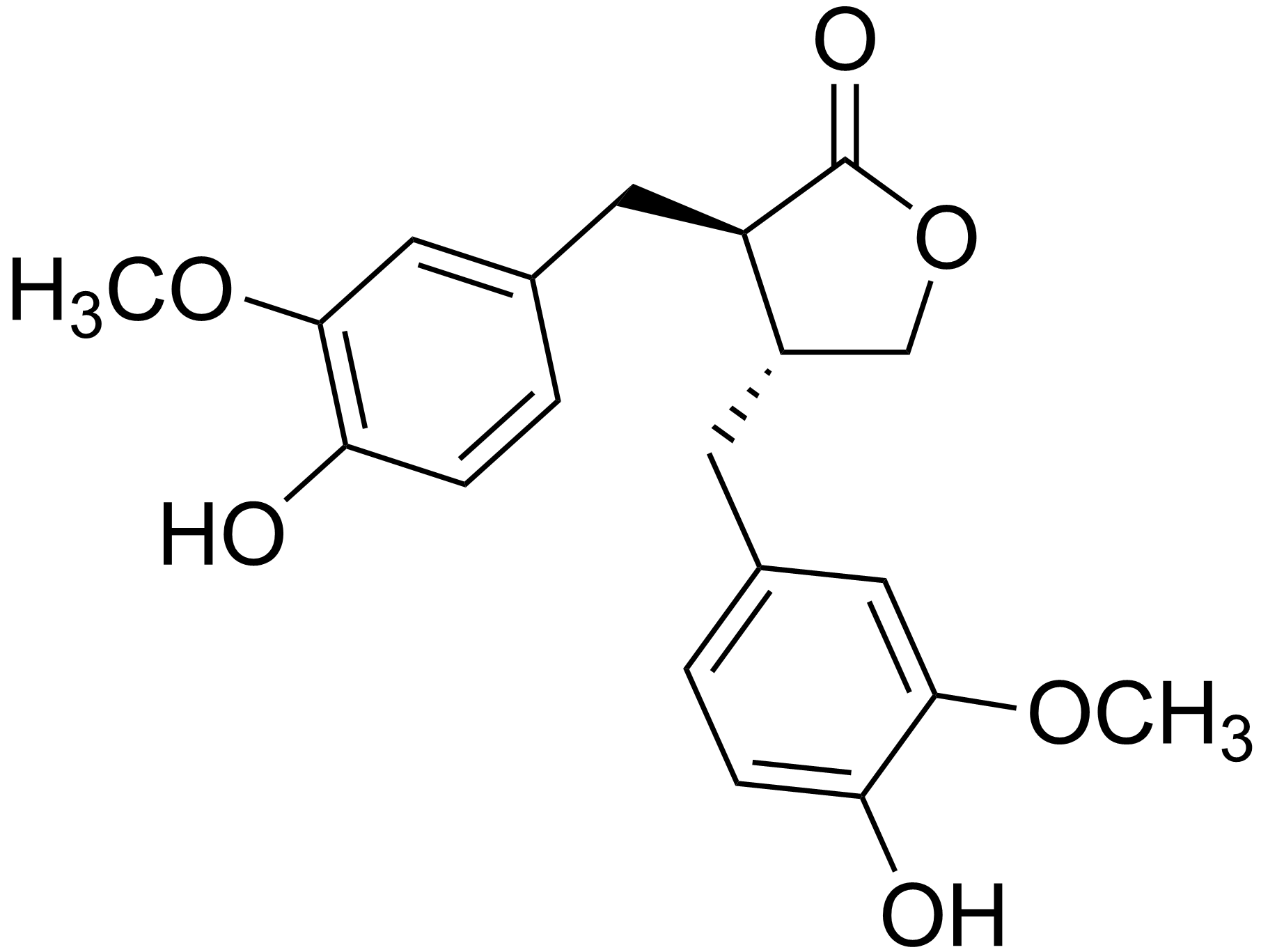
Пример лигнана — матаиресинол

Ацетоновый экстракт измельчённой древесины ели корейской показал следующий состав лигнанов:
- гидроксиматаиресинол — 16,2 %;
- лиовил — 8,7 %;
- ларисиресинол — 6,2 %;
- ванилин — 1,8 %;
- α-конидендрин — 1,7 %;
- матаиресинол — 1,3 %;
- 3,4-диванилилтетрагидрофуран — 1,2 %;
- пиноресинол — 0,4 %;
- кетоматаиресинол — 0,3 %.

В коре и древесине дерева найдены некоторые стильбеноиды, являющиеся фитоалексинами: ресвератрол и ресвератрола глюкозид (англ. piceid), пицеатаннола глюкозид (англ. astringin) и некоторые другие.
Экстракционное эфирное масло ели корейской содержит следующие моно- и сесквитерпеновые соединения:
- α-терпинеол — 19,4 %;
- неролидол — 9,2 %;
- борнеол — 3,2 %;
- кубебол — 3,2 %;
- эпикубебол — 3,2 %;
- метилэвгенол — 2,4 %;
- борнилацетат — 1,8 %;
- α-терпинилацетат — 1,8 %;
- пинан-1-ол — 1,6 %;
- сабинен гидрат — 1,4 %;
- смесь дитерпеновых спиртов — около 10 %.

Входящие в состав хвои ели корейской летучие органические соединения, такие как лимонен, борнилацетат, α-пинен, мирцен, камфен и β-пинен, обладают бактериостатическим действием и, выделяясь во внешнюю среду, обеззараживают окружающий воздух. В иглах ели корейской также обнаружен 1-(3,4-дигидроксифенил)этанон — кетон, обладающий антимикробными свойствами.

## Свойства и характеристики древесины
Микро- и макроскопические параметры древесины ели корейской аналогичны характеристикам ели аянской. Цвет древесины колеблется от почти белого до бледно-жёлтого, коричневого. Сердцевина имеет слабовыраженный розоватый оттенок, граница с заболонью слабо выражена. Летняя древесина темнее и плотнее, чем весенняя. Годичные кольца выражены отчётливо, при этом заметно различаются периоды весенне-летнего роста и осенне-зимнего покоя. Свежесрубленная древесина имеет характерный смолистый запах. Паренхима не наблюдается. Сердцевидные лучи очень мелкие, для невооружённого глаза — неотчётливые. Поперечные смоляные каналы видны в лупу как белые и до некоторой степени широкие линии. Диаметр трахеид колеблется от 0,006—0,044 мм (для летней древесины) до 0,025—0,055 мм (для весенней древесины), толщина клеточных стенок — 0,002—0,006 мм. Продольные смоляные каналы имеют диаметр 0,06—0,11 мм, поперечные смоляные каналы — 0,025—0,05 мм.

## Значение и применение
Древесина ели корейской используется в строительстве, изготовлении мебели; производстве резных изделий, свай, щепы, а также для варки целлюлозы. Из древесины ели получают смолу. Кора ели аянской содержит значительные количества танинов (5—13 %) и используется как дубитель. В охвоенных побегах — «лапке» — содержится эфирное масло, которое может использоваться в парфюмерии. Дерево применяется также в ландшафтном и декоративном озеленении.

### Интродукция и использование в озеленении и декоративном растениеводстве
По данным The NordGen Horticultural Network, в Северной Европе ель корейская выращивается, по меньшей мере, в трёх дендрариях, один из которых находится в Финляндии (Арборетум Mustila Stiftelsen) и два — в Дании (Ботанический сад Копенгагена, Арборетум Хёрсхольма). Встречается также во многих растительных питомниках и дендрариях по всему миру: Германии (Arboretum Freiburg-Günterstal), Франции (Arboretum de Villardebelle), Великобритании (Kirkdale Nursery), США (Boone County Arboretum) и пр.
В европейской части России ель корейская выращивается в Главном ботаническом саду с 1956 года, с 1957 года — в Санкт-Петербурге; имеется также в некоторых других дендрариях. На российском Дальнем Востоке ель корейская встречается в озеленении городов, таких, например, как Владивосток или Уссурийск, и, обладая высокой декоративностью, мало подвержена болезням и воздействию вредителей.
По мнению специалистов, ель корейская перспективна для городского озеленения благодаря высокой устойчивости к неблагоприятным факторам среды и может быть использована в одиночных и групповых посадках в сочетании с лиственными породами. Растение подходит для выращивания бонсаев и живых изгородей. Ель корейская входит в «Ассортимент хвойных пород для озеленения населённых мест» (ГОСТ 25769-83).

### Комментарии
1. ↑  Оспаривание принадлежности Picea koraiensis к самостоятельному виду содержится, в частности, в следующих научных работах (список не является исчерпывающим):
  - Коропачинский И. Ю., Встовская Т. Н. Древесные растения Азиатской России. — Новосибирск: Изд-во СО РАН, филиал «Гео», 2002. — 708 с.
  - Потёмкин О. Н. Ель сибирская (Picea obovata Ledeb.) в Сибири и на Дальнем Востоке (изменчивость, гибридизация, таксономия): автореф. дис. канд. биол. наук. — Новосибирск, 1994. — 17 с.
  - Потенко В. В. Полиморфизм изоферментов и филогенетические взаимоотношения хвойных видов Дальнего Востока России: автореф. дис. докт. биол. наук. — Владивосток, 2004. — 38 с.
2. ↑  Помимо перечисленных видов на территории России по данным Европейской и Средиземноморской организации по защите и карантину растений встречается ещё один вид Ель камчатская (Picea kamtchatkensis), которую многие учёные относят к виду Ель аянская (Picea jezoensis).
3. ↑  Приведены средние данные для исследуемых образцов.